# Deep Blue Sea
Deep Blue Sea (en Hispanoamérica, Alerta en lo profundo) es una película estadounidense de terror y ciencia ficción dirigida por Renny Harlin, estrenada en el año 1999 y protagonizada por Thomas Jane, Saffron Burrows, Aida Turturro, Jacqueline McKenzie, Stellan Skarsgård, Samuel L. Jackson, LL Cool J y Michael Rapaport. Su distribución corrió a cargo de Warner Bros.

## Resumen
Dos parejas están pasando la noche en un velero en medio del océano. De pronto, su barco es atacado por un tiburón blanco que rompe la cubierta del velero y hace que las parejas caigan al agua. Cuando parecía que estas iban a ser devoradas por el pez, Carter Blake (Thomas Jane) logra detener al tiburón tras dispararle dos arpones equipados con sustancias sedantes desde su yate. 
Posteriormente, la Dra. Susan McAlester (Saffron Burrows) llega en helicóptero a la sede de la empresa farmacéutica “Quimera”. Susan es una científica que lidera un proyecto de esta empresa que tiene como objetivo crear un fármaco que logre neutralizar los efectos de la enfermedad de Alzheimer y, para ello, están realizando experimentos con tiburones ya que estos generan una proteína en sus cerebros que impide el deterioro cerebral. Resulta que el tiburón del principio es uno de los especímenes con los que están trabajando y, de alguna manera, consiguió escaparse. La noticia de este ataque llegó hasta los medios públicos, algo que molesta mucho al director de la farmacéutica, Russell Franklin (Samuel L. Jackson). Este quiere cerrar por completo este proyecto ya que Susan y su equipo no han conseguido ningún resultado, a pesar de la inversión de 200 millones de dólares por parte de Quimera. Sin embargo, Susan le dice a Franklin que le dé 48 horas más ya que esta a punto de realizar un último ensayo y esta le garantiza que este aportará resultados positivos. Franklin accede con una condición: él estará presente en dicho ensayo. 
Luego, Susan y a Franklin arriban en hidroavión hasta la plataforma marina “Aquatica”. Esta era una base militar de tres niveles submarinos creada para reabastecer a los submarinos estadounidenses durante la Segunda Guerra Mundial, pero esta ha sido remodelada y ahora se ha convertido en un centro de contención para grandes tiburones. Durante el trayecto, Susan le pregunta a Franklin si es cierto que sobrevivió a un alud en Los Alpes y este responde que sí, pero que no consiguió salvar a todos los compañeros que estaban con él.
Tras aterrizar en Aquatica, Susan deja a Franklin en manos de la bióloga marina Janice Higgins (Jacqueline Mckenzie) para que le muestre las instalaciones mientras ella se marcha a su laboratorio privado. Al bajar del avión, Franklin observa cómo Carter está nadando en una de las piscinas del complejo, percatándose de que en ella hay un tiburón tigre de unos 3 m. Franklin le grita asustado a Carter que el tiburón se está acercando a él, pero Carter consigue detener al pez tocándole el hocico y, tras esto, se agarra a la aleta dorsal del escualo. Desde esta posición, Carter extrae una matrícula de coche que estaba atascada en la boca del tiburón tigre. Franklin queda asombrado por lo que acaba de ver y se dirige a felicitar a Carter, pero este no le muestra nada de simpatía. Janice le dice que Carter es el cuidador de los tiburones y que es un hombre bastante distante. Tras este suceso, se ve a Susan ensayando la técnica para extraer la proteína cerebral con una maqueta de tiburón. En ese momento, su compañero, Jim Whitlock (Stellan Skarsgård), le dice que no ha sido buena idea preparar a los tiburones para adelantar el ensayo a lo que Susan responde que no tienen alternativa y que las vidas que pueden salvar valen más que el riesgo que están corriendo. 
Al ser fin de semana, todo el personal de mantenimiento de la base se marcha a tierra para disfrutar de un descanso, quedándose en las instalaciones tan solo el equipo de investigación. Cuando el barco está a punto de zarpar, la vigía, Brenda Kerns (Aida Turturro), les advierte que tengan cuidado en su travesía ya que se acerca una fuerte tormenta tropical.
Janice continúa enseñando Aquatica al Sr. Franklin y le explica que el centro está experimentando actualmente con tres tiburones blancos: dos machos de 5 metros y una hembra de más de 9 metros y más de 3 toneladas de peso. Franklin pregunta si han conseguido que esos tiburones sean tan grandes gracias a la ingeniería genética a lo que Janice contesta que lo único que han hecho ha sido hormonarlos para aumentar su tamaño ya que a mayor tamaño del escualo, mayor cantidad de proteínas. Además, resalta que utilizar la ingeniería genética en depredadores como los tiburones es algo totalmente ilegal.
Mientras tanto, en el embarcadero de la instalación, Carter está ordenando el arsenal de arpones cuando su amigo y experto en informática, Tom Scoggins “Scoggs” (Michael Rapaport), le vacila diciéndole que se ha inventado la historia de que necesitó dos disparos de anestésico para encubrir que falló el primer tiro. Carter, molesto, le cometa que el tiburón soportó como si nada una dosis completa de sedante, y acto seguido, le reprocha a Scoggins que si no hubiera dejado el recinto mal cerrado, él no hubiera tenido que salir a buscar al tiburón. Scoggins se molesta y le aclara que él cerró bien el recinto y que además comprobó que estuviera cerrado, como hace siempre. Ante esta afirmación, Carter observa las vallas de la superficie que rodean las piscinas de los tiburones y le pregunta a Scoggins que cuánto miden, a lo que este responde que unos dos metros, menos cuando la marea está alta. Esta afirmación deja a Carter manteniendo una mirada muy seria en las vallas. 
Antes de anochecer, Carter pide a Scoggins que traslade al tiburón tigre a la piscina de los tiburones blancos y así, observar su comportamiento. Carter se sumerge con un equipo de buceo y observa todo desde un pasillo de seguridad submarino. Ahí observa cómo los dos tiburones blancos macho realizan un ataque coordinado para cazar al tiburón tigre, comiéndoselo por completo.
Luego, Carter acude a cambiarse a su vestuario y allí se encuentra con Franklin. Este intenta entablar una conversación con Carter, pero este se da cuenta de que el magnate conoce su pasado. Franklin se lo confirma al decirle que ha leído su expediente y sabe que ha estado en la cárcel por contrabando y le pregunta si eso debería preocuparle. Carter le contesta que solamente esta disfrutando de su trabajo ya que este es el único lugar donde le han permitido trabajar a pesar de ser un ex - convicto y que no quiere causar ningún problema a nadie. 
Esa misma noche, el equipo de Aquatica monta una fiesta sorpresa para Susan por su cumpleaños. Durante la fiesta, Carter coquetea un poco con la científica, pero cuando esta le pregunta acerca del comportamiento de los tiburones, este se la lleva a un lugar privado aprovechando que el Sr. Franklin mantiene una conversación con el cocinero de la base, Preacher (LL Cool J) sobre el alud en Los Alpes. Carter le cuenta a Susan que los tiburones han aprendido a cazar en grupo y están empezando a identificar los puntos débiles de sus jaulas para poder escaparse. Añade que esto se les está yendo de las manos y que deben contar la verdad a todos. Susan entonces le amenaza con despedirlo y Carter, muy a su pesar, acepta cerrar la boca mientras mira con preocupación la piscina de los tiburones.
Al día siguiente, la tormenta tropical azota fuertemente las instalaciones de Aquatica, pero esto no impide que la prueba se realice. El plan del equipo es que Carter sede a uno de los tiburones con un fusil desde el pasillo de seguridad para que luego el escualo sea desplazado hasta el laboratorio en una plataforma elevadora.
Carter se sumerge en la piscina de los tiburones y se desplaza por el pasillo mientras es observado por el resto del equipo a través de las cámaras de seguridad. Al avanzar, Carter es atacado por los tiburones macho, que, nuevamente, realizan un ataque en conjunto, algo que sorprende mucho a Franklin. Carter quita el seguro de su fusil y se dispone a dispararles, pero los tiburones identifican este acto y se alejan rápidamente de él. Franklin vuelve a quedarse atónito ya que ha visto cómo los escualos han reconocido el arma. Tras esto, el equipo comienza a ver cómo las cámaras de la piscina están dejando de emitir imágenes. Justo antes de perder la última, Scoggs logra moverla lo suficiente para mostrar que la hembra de tiburón está destrozándolas. Después de un rato sin ver señales de los tiburones, Carter decide salir del pasillo de seguridad y comienza a nadar en plena piscina para así, atraer a los escualos. Su plan funciona y el espécimen hembra comienza a acecharlo desde la distancia. El equipo intenta contactar con Carter, pero este no responde y se temen lo peor. Mientras, la hembra sigue las señales provocadas por las burbujas de la botella de oxígeno de Carter para ir acercándose a su presa. Cuando lo tiene a su alcance, se lanza ferozmente contra él, pero esto era una trampa de Carter que había puesto su botella como un señuelo mientras él aguantaba la respiración oculto en el agua. Gracias a esto, Carter consigue dispararle un arpón con mucho sedante y logra dormir a la hembra. Acto seguido, Carter activa una baliza para que el equipo sepa que ha dormido al tiburón y estos activan la plataforma elevadora, llevando a la hembra hasta el laboratorio. Franklin queda asombrado por el tamaño de ese animal, diciendo que parece que no es algo de este mundo.
El equipo comienza a trabajar para realizar el ensayo y la doctora McAllister consigue extraer exitosamente una buena cantidad de proteína del cerebro del tiburón hembra y con ella, Jim prepara una dosis de fármaco. Susan lo inyecta en una muestra de neuronas humanas afectadas por el Alzheimer y todos esperan los resultados. Gracias al fármaco, las neuronas comienzan a funcionar con normalidad durante casi 7 segundos, lo cual es un éxito rotundo. Tras esto, Franklin felicita a la doctora y le dice que el proyecto continuará adelante. Durante la celebración, Jim se acerca a la cabeza de la hembra y le susurra “buena chica”, pero esta despierta de la sedación y le arranca un brazo de un mordisco. Mientras todos corren a socorrer a Jim, Carter coge una escopeta y se dispone a matar al escualo, pero Susan, pensando en su trabajo, activa la plataforma y devuelve al pez a la piscina, teniendo un fuerte cruce de miradas con Carter.
El equipo lanza una señal de S.O.S. a los guardacostas para que envíen un helicóptero a buscar a Jim, sin embargo, los guardacostas informan que la tormenta es muy fuerte y que les será imposible aterrizar el helicóptero, por ello, el equipo debe llevar a Jim hasta la superficie y ellos lo ascenderán hasta el helicóptero con un elevador. Al llegar a la superficie, el equipo observa un fuerte oleaje que azota a la plataforma, lo cual les dificulta mucho acercar la camilla de Jim hasta el gancho del elevador del helicóptero. Tras mucho esfuerzo, logran su cometido y el helicóptero comienza a subir a Jim mientras el grupo vuelven a bajar al laboratorio. 
Por desgracia, mientras los guardacostas ascendían a Jim, el elevador sufre un cortocircuito y la camilla de Jim cae a la piscina de los tiburones. Los guardacostas intentan ascenderlo rápidamente, pero la hembra agarra la camilla con su boca y tira fuertemente del helicóptero haciendo que este se estrelle contra la torre de control, generando una gran explosión que produce graves daños estructurales a la estación y mata a Brenda.
Desde el laboratorio, el equipo intenta saber qué es lo que ha pasado en la superficie intentando contactar por radio con Brenda. Mientras, Franklin comienza a observar algo inusual por el gran cristal del laboratorio. Todos miran perplejos y se dan cuenta de que lo que están viendo es al tiburón hembra dirigiéndose a toda velocidad hacia el cristal con la camilla de Jim en sus fauces. Esta la lanza fuertemente contra el cristal, rompiéndolo e inundando el laboratorio y ocasionando la muerte de Jim.
El equipo consigue escapar y sellan la compuerta del laboratorio y juntos se dirigen a la escalera que asciende a la superficie, sin embargo, Carter se da cuenta de que el hueco de la escalera está inundado debido a la explosión y no es posible subir por ahí. Al no tener ninguna otra opción para subir a pie, Carter propone utilizar el mini-submarino de las instalaciones para subir de dos en dos a la superficie. Al dirigirse hacia el submarino, el equipo pasa por delante de la compuerta sellada del laboratorio y empiezan a ver cómo algo la está golpeando con violencia. Carter se da cuenta de que es la hembra y hace que todos corran rápidamente hasta un lugar seguro antes de que el tiburón rompa la compuerta e inunde el pasillo. Poco después, uno de los tiburones macho aprovecha los daños ocasionados por la explosión para acceder a las zonas inundadas de Aquatica. 
Una vez pasado el peligro, Franklin le pregunta a Carter cómo es posible que estos peces muestren comportamientos tan inteligentes. Carter evade la pregunta y mira a Susan, por lo que Franklin comienza también a interrogarla. Susan confiesa que, a pesar del tratamiento hormonal, los tiburones no generaban la suficiente cantidad de proteína para conseguir reactivar las neuronas humanas. Por ello, Susan y Jim decidieron quebrantar la ley y aplicaron terapias de ingeniería genética para producir un mayor desarrollo del cerebro de los escualos, lo cual hizo que generaran la cantidad suficiente de proteínas, pero también los volvió más inteligentes. Tras revelar el secreto, Carter le reprocha a Susan que desde un principio le advirtió que esto era mala idea y que ahora le han dado raciocinio a uno de los mayores depredadores del planeta. Franklin calma la situación e invita a todos a ir hacia el submarino.
Mientras tanto, Preach, que sobrevivió a la explosión y a la inundación del nivel 1, busca una salida hacia la superficie. De pronto, se percata de que uno de los tiburones macho lo está persiguiendo por el pasillo inundado. Preach logra ocultarse en su cocina y se mantiene a salvo durante un rato, sin embargo, el tiburón lo encuentra e intenta devorarlo. Para intentar sobrevivir, Preach se mete en un horno, pero el tiburón lo persigue y comienza a golpear violentamente el electrodoméstico. Los continuos choques del escualo provocan una fuga de gas, así que Preach se las ingenia para romper el techo del horno y salir por encima. El cocinero logra ponerse a salvo y, aprovechando la fuga de gas, lanza un mechero que provoca una explosión que volatiliza al tiburón.
Mientrase, el resto del equipo llega hasta el submarino, pero lo encuentran completamente destrozado. Scoggins indica que esto lo ha hecho la hembra ya que la explosión no debería de haber hecho ni un rasguño al submarino. Franklin sugiere que uno de ellos nade hasta la superficie con un equipo de buceo y pida ayuda, pero Scoggins se pone muy nervioso indicando que por nada del mundo piensa acercarse al agua con esos tiburones sueltos. Ante esto, Scoggs propone abrir la puerta de la escalera de mantenimiento y con ella subir hasta el nivel de la superficie. Sin embargo, Susan le reprocha que si hay un incendio en la superficie por culpa de la explosión, no podrán acceder a ella por la escalera y, además, si el agua consigue llegar hasta el hueco de la escalera de mantenimiento, podrían provocar el colapso de toda la instalación. El grupo comienza a pelearse por el camino a seguir, pero Franklin los detiene y les cuenta con detalle lo que pasó en el alud de Los Alpes, dando a entender que él y sus compañeros se comieron a las personas más conflictivas para poder sobrevivir. Franklin comenta que no quiere volver a perder a nadie y que no va a permitir discusiones de ningún tipo. Este discurso parece reanimar al grupo, pero, de pronto, la hembra aparece por el hueco del submarino y agarra a Franklin con sus fauces, sumergiéndolo en el agua y devorándolo por completo. Todos quedan horrorizados tras lo sucedido, pero Carter se las ingenia para movilizar al grupo e indica que su única salida es la escalera de mantenimiento.
El equipo abre la compuerta de la escalera y observan que, como dijo Susan, el nivel de la superficie está incendiado, así que Scoggs propone ir al nivel 1 y desde allí buscar otra salida. Mientras el grupo está subiendo por la escalera, la zona del submarino se inunda y permite que el otro tiburón macho acceda a la sala y comience a golpear la compuerta de la escalera de mantenimiento. Tras varios golpes, este la rompe y provoca que el hueco comience a llenarse de agua. Al ver que el grupo avanza demasiado despacio y que pronto serán alcanzados por el agua, Carter baja hasta la puerta de acceso al nivel 2 con el objetivo de abrirla y hacer que el agua inunde dicho nivel y deje de subir por el hueco durante unos minutos. Carter lo consigue, pero casi es devorado por el macho. No obstante, por culpa del peso del agua, algunos pilares de la instalación comienzan a romperse, ocasionando unos fuertes temblores que rompen la escalera por la que el grupo subía, haciendo que Janice caiga al agua. Carter intenta salvarla, pero sólo puede ver como el tiburón macho la devora. Sin manera de subir, el grupo se prepara para morir ahogados en ese hueco pero, por fortuna, Preach llega hasta ellos y les ayuda a subir hasta el nivel 1.
Carter, Susan, Preach y Scoggins analizan las opciones que tienen para escapar, pero teniendo en cuenta que casi todas las escaleras están inundadas, no ven la forma de poder salir de allí. Scoggs propone activar las bombas de achique para vaciar de agua una de las escaleras del nivel 1. El único problema es que para hacerlo deben activar un generador que se encuentra en el laboratorio inundado, con la hembra de tiburón merodeando aún por el lugar. Carter se ofrece a acompañar a Scoggs para cubrirlo mientras él activa las bombas. Scoggs no quiere ir debido a su gran miedo a los tiburones, pero Carter lo inspira diciendo que él es el único que sabe activar esas bombas, y sin él, todos morirán. Scoggs se arma de valor y acepta ir junto con Carter hasta el laboratorio.
Mientras, Susan decide ir hasta su habitación para recuperar todos los datos de su investigación. Preach intenta persuadirla diciéndole que es una mala idea, ya que podría encontrarse con el otro tiburón macho, pero Susan sostiene que sin esos datos, las muertes de todos sus compañeros habrán sido en vano.
Carter y Scoggs llegan hasta el laboratorio y juntos consiguen activar el generador de las bombas de achique. Sin embargo, a lo lejos, Carter ve a la hembra acercarse a toda velocidad hacia ellos. Carter intenta avisar a su compañero para que intenten escapar, pero es inútil, el tiburón muerde el abdomen de Scoggins y lo estrella contra el panel del generador, destrozándolo por completo y desactivando las bombas de achique. Mientras Carter huye, la hembra termina de asesinar a Scoggs partiendo su cuerpo por la mitad. Carter asciende hasta el techo del laboratorio y desde allí localiza una compuerta que da a un pasillo del nivel 3 que aún no estaba inundado y se dirige hacia ella. Carter intenta abrir la compuerta lo más rápido posible mientras observa a la hembra nadar hacia él a toda velocidad. Carter entonces ve como la hembra abre sus fauces para devorarlo, pero, a centímetros de Carter, decide pasar de largo. La compuerta termina de abrirse y Carter sale despedido hacia el pasillo, haciendo que se inunde otra sección más de Aquatica.
Mientras esto ocurría, Susan llega hasta su habitación, la cual está bastante inundada, y recupera los datos de su investigación, pero allí se topa con el otro tiburón macho. Susan utiliza los muebles de su cuarto para mantener alejado al tiburón, pero solo es cuestión de tiempo que el escualo los rompa y la alcance. Susan observa un cable de alta tensión situado en el techo de la habitación y decide usarlo como arma, así que se sube encima de una mesa, se quita el neopreno para usarlo como toma de tierra y arranca el cable. El tiburón logra finalmente atravesar la muralla de muebles y se abalanza contra Susan, pero la científica le tira el cable a la boca y provoca que el pez se electrocute. Sin embargo, Susan observa con tristeza que sus datos se cayeron durante el combate y han sido totalmente quemados por la electricidad del cable. 
Carter se reúne con el grupo y comenta todo lo sucedido a Susan y Preach. Ante esta situación límite, Carter sólo ve una salida: utilizar una salida de emergencia que da a la piscina de los tiburones. Preach sostiene que la hembra aún está viva y los matará nada más verlos, pero Carter tiene un plan para intentar evitarlo: tal y como hizo previamente, intentará engañarla para que ataque a unos señuelos, los cuales serán unos chalecos salvavidas atados a unos extintores de incendios. Sin embargo, Susan le dice que hay más de 15 metros de distancia hasta la superficie y que ni ella ni Preach serán capaces de aguantar la respiración tanto tiempo. No obstante, Carter los inspira y les dice que esta es la única forma de sobrevivir.
Los supervivientes se preparan para utilizar la última opción que les queda y rezan juntos mientras Carter agarra la palanca de la salida de emergencia. Tras abrirla, todos salen a la piscina de los tiburones y encienden los extintores para que comiencen a producir burbujas que oculten su presencia. La hembra los localiza y se acerca lentamente, sin embargo, esta no puede identificarlos entre las burbujas generadas por los extintores y el brillo de los chalecos salvavidas, así que se abalanza a ciegas y acaba atacando a un extintor, lo que da el tiempo suficiente a los supervivientes para llegar hasta la superficie. Sin embargo, la hembra termina por soltar el extintor y le muerde la pierna a Preach. Carter y Susan aprovechan para escapar mientras Preach, en un intento desesperado por sobrevivir, se arranca un crucifijo del cuello y  apuñala varias veces en el hocico a la hembra. Una de las puñaladas impacta en el ojo del tiburón, provocando que esta lo suelte. Carter se percata de lo ocurrido y se lanza al agua para salvar a Preach, logrando ambos salir vivos.
Preach es dejado en una zona segura del embarcadero para descansar y Susan le cura la pierna. Tras esto, Susan habla con Carter sobre que deben pedir ayuda cuanto antes. No obstante, Carter no le hace caso y solo observa de lejos a la hembra y es entonces cuando se da cuenta del porqué ella no le mató en el laboratorio. Esta quería inundar aún más la instalación con el único objetivo de escapar y ser libre. Susan entonces dice que deben matarla ya que, si esta escapa a mar abierto y se reproduce, se creará una nueva estirpe de tiburones inteligentes que podrán en peligro todo el equilibrio del océano. 
Mientras la hembra va poco a poco rompiendo la verja a mordiscos, Carter y Susan recogen todo el material de pesca submarina que hay en el embarcadero. Con lo que hay disponible, Carter decide que su mejor opción es rellenar uno de sus arpones con toda la pólvora de los cartuchos de escopeta y bengalas que tienen. La idea es que después de que Carter arponee a la hembra, Susan conecte el cable del arpón al polo negativo de una batería de barco, provocando una chispa que prenderá la pólvora del interior del arpón y hará explotar al tiburón.
Carter intenta buscar una posición óptima pero la hembra está a demasiada distancia como para poder acertarle. Ambos solo pueden ver como la hembra sigue rompiendo la verja y está a punto de escaparse. Es entonces cuando Susan, comida por la culpa, se hace un corte en la mano y se lanza al agua para así atraer a la hembra. El plan funciona y la hembra deja la verja y va a por Susan. La doctora intenta salir del agua, pero la escalera a la que se dirigía se rompe y queda a merced del escualo. Carter se lanza al agua para intentar salvarla, pero llega tarde, la hembra ataca a Susan y la devora. Sin forma de salir del agua, Carter se sumerge y espera el ataque de la hembra. Es entonces cuando, usando la misma técnica que usó con el tiburón tigre del principio de la película, consigue esquivar el ataque y acaba agarrado a la aleta dorsal del tiburón.
La hembra se sacude fuertemente para intentar quitarse a Carter de encima, pero este se aferra con todas sus energías para no soltarse. Preach, utilizando las pocas fuerzas que le quedan, se arrastra hasta llegar hasta el fusil.
Gracias a que la hembra está lo suficiente cerca, Preach consigue darle en la aleta dorsal, pero el arpón también se clava en Carter.
Este le grita a Preach que conecte el cable a la batería y los mate a ambos. Preach duda si hacerlo mientras la hembra se lanza a la desesperada contra la verja, rompiéndola y saliendo al mar. En el último segundo, el cocinero conecta el cable y hace que el arpón explote, matando a la hembra. Preach apenas lo celebra, creyendo que también ha matado a Carter, pero de la nada, este sale a la superficie. Logró sobrevivir gracias a que se aferró a la verja y el arpón se desenganchó de su pierna tras el tirón del tiburón.
Ambos se acuestan juntos a tomar el sol mientras esperan a que la estación Aquatica termine de hundirse pero, para sorpresa de ambos, el barco del resto de los trabajadores de mantenimiento de la estación está volviendo tras el fin de semana.

## Reparto
- Thomas Jane como Carter Blake.
- Saffron Burrows como Susan McAlester.
- Samuel L. Jackson como Russell Franklin.
- Jacqueline McKenzie como Janice Higgins.
- Michael Rapaport como Tom Scoggins.
- Stellan Skarsgard como Jim Whitlock.
- LL Cool J como Sherman "Predicador" Dudley.
- Aida Turturro como Brenda Kerns.

## Producción

### Desarrollo
El guionista Duncan Kennedy se inspiró para escribir el guion en una horrible experiencia que había vivido en persona, cuando presenció el brutal ataque de un tiburón, algo que le provocó durante un tiempo. Eso fue lo que le llevó a elaborar el guion con la intención de hacerla parecer lo menos posible a la película Tiburón (1975) de Steven Spielberg.
Una vez vendido se empezó a gestar la película en 1994, pero el proyecto tuvo que pararse por 2 años y medio, hasta que se pudieron solucionar los dos problemas principales, tener las teconologías por ordenador para crear unos tiburones que pareciesen reales y encontrar el estudio ideal para hacer la obra cinematográfica, que en ese momento no había. Ese estudio apareció más tarde como parte de un plan de hacer la película Titanic (1997).

### Preproducción
Al principio se ofreció el papel de protagonista a Jean-Claude Van Damme, Bruce Willis y a Keanu Reeves. Sin embargo, al final, Renny Harlin optó por Thomas Jane, algo que ya tená pensado desde el principio a pesar de la inseguridad del actor respecto al rodaje y del tiempo al rodaje.
También se reclutó para ella a estrellas como Samuel L. Jackson, Stellan Skarsgård y Saffron Burrows. Cabe también destacar que Samuel L. Jackson aceptó el papel que interpretó en la película, porque vio en ella su deseo cumplido de participar finalmente en una película de monstruos, un sueño que él tenía desde su niñez.

### Rodaje
Esta obra cinematográfica fue rodada en los estudios Baja, que están en Baja California, México, entre Ensenada y Tijuana, donde se hizo la película Titanic (1997). Se hizo allí porque dispone de los tanques de agua más grandes del mundo. Empezó el 3 de agosto de 1998 y terminó el 5 de noviembre de 1998.
Fue un rodaje muy duro, ya que el equipo tenía que estar la gran mayoría del tiempo sumergido en el agua, lo que era agotador para él. Cabe también mencionar al respecto que al principio la protagonista iba a sobrevivir a los tiburones, pero, cuando se proyectó la película a una selección de espectadores, ellos preferían que no fuese así, ya que en sus ojos era una especie de villana que merecía morir. Por ello se cambió el fin de la película haciéndolo ver que ella se sacrificó como parte de un plan para detener a los tiburones.

### Efectos especiales
La película contó con efectos visuales especiales y de animación que fueron hechas por un total de 8 compañías, entre ellas también la prestigiosa Industrial Light & Magic. Además, contó con un equipo de cámaras de Panavisión, lo que la convirtió en una superproducción de alto presupuesto. También se gastó la mayor parte de ese presupuesto en esos efectos visuales y de animación para que se pudiese hacer la obra cinematográfica.
Se hicieron un total de 432 efectos especiales para esta película y esos efectos incluyen, como antes mencionado, tiburones creados por ordenador y 50 olas gigantes. También se creó para la obra cinematográfica un software especial para incrementar el aspecto maléfico de los tiburones, para añadir a las secuencias violentas sangre y carnaza y también para simular fuego y explosiones bajo el agua. Cabe añadir también que toda la sangre de la película es digital, ya que el tanque, en caso contrario, habría quedado inservible para todas las tomas posteriores.

## Legado
En 2016 la revista Wired consideró a Deep Blue Sea la segunda mejor película de tiburones de la historia, por delante del film de Jaume Collet-Serra The Shallows.
En 2012, PopMatters situó al film en el número tres de mejores películas de tiburones, tras Jaws y Open Water. En 2015, Den of Geek!, la situó en el segundo puesto. En 2017, Slant Magazine la situó en el séptimo puesto.
En 2019, para celebrar el 20 aniversario del estreno de Deep Blue Sea, el Screamfest Horror Film Festival mostró el films en el Chinese Theaters de Hollywood. El protagonista, Thomas Jane, asistió a un debate moderado por Brian Collins de Birth.Movies.Death.